# Pianezzo

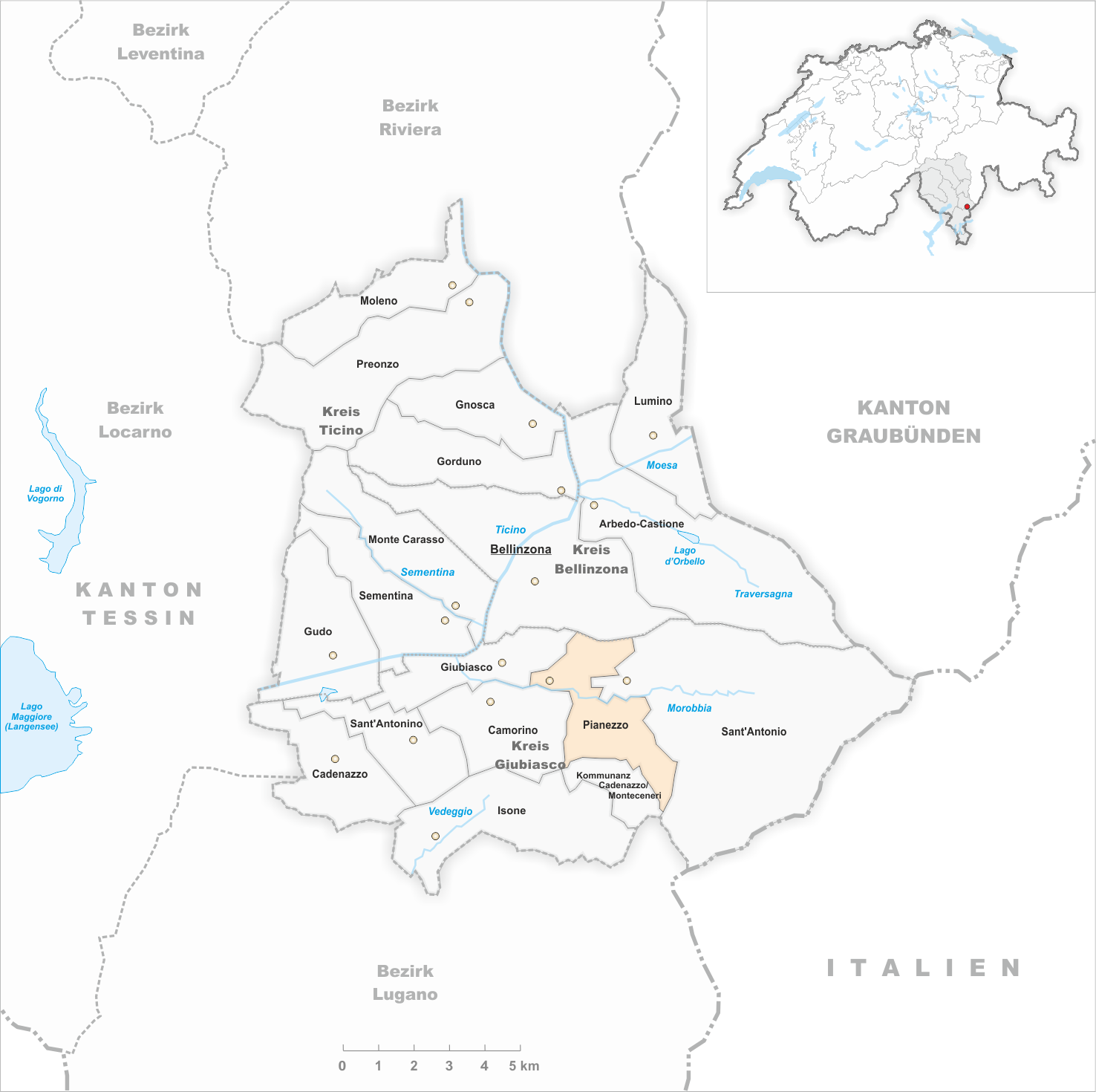
Gemeindestand vor der Fusion am 1. April 2017

Werner Friedli: Pianezzo, historisches Luftbild (1953)

W. Fiedli: Pianezzo im Valle Morobbia, historisches Luftbild (1953)

Pianezzo (lombardisch Pianezz [pjaˈnets]) ist ein Ortsteil der Gemeinde Bellinzona im Schweizer Kanton Tessin. Bis zum 1. April 2017 bildete er eine selbständige politische Gemeinde, die zum damaligen Kreis Giubiasco gehörte.

## Geographie
Das Dorf liegt in der unteren Valle Morobbia. Zu ihm gehört auch die Fraktion Paudo. Im Süden grenzt Pianezzo an die Kommunanz Cadenazzo/Monteceneri.

## Geschichte
Der Ort findet sich erstmals 1382 als de Planezio urkundlich bezeugt. Der Name geht zurück auf vulgärlateinisch plānitium und bedeutet «ebene Fläche», bezeichnet also die topographischen Verhältnisse.
Die Gegend war schon in der Eisenzeit (400–196 vor Christus) bewohnt. 1896–1905, 1907 und 1943 fand man in der Ortschaften alle Piazze, Carabella und alla Motta über vierzig Gräber aus der älteren und jüngeren Eisenzeit, die zahlreiche Beigaben meist ligurischer oder gallischer Herkunft aufwiesen.
Am 2. April 2017 schloss sich Pianezzo gleichzeitig mit den damaligen Gemeinden Camorino, Claro, Giubiasco, Gnosca, Gorduno, Gudo, Moleno, Monte Carasso, Preonzo, Sant’Antonio und Sementina der Gemeinde Bellinzona an. Pianezzo bildet aber nach wie vor eine eigenständige Bürgergemeinde.

## Bevölkerung
Einwohnerzahlen: Volkszählungsdaten

## Sehenswürdigkeiten
Auf dem Gemeindegebiet wurden eine grosse Nekropole aus der Eisenzeit und mittelalterliche Befestigungsanlagen entdeckt.
- Pfarrkirche Santi Giacomo e Filippo (16. Jahrhundert). An der Hauptfassade sind Fresken aus dem Jahr 1557 zu sehen, die den Heiligen Christophorus sowie die Heiligen Jakobus und Philippus darstellen. Im Inneren, an der linken Wand, stellt ein Freskenfragment aus dem 16. Jahrhundert das letzte Abendmahl dar.[6][7]
- Turmwohnhaus, massives Gebäude mit Türstürzen und Fensterlaibungen aus Granitblöcken[6]
- Steinbrücke über die Morobbia[6]
- Römische Festungen in den Ortsteilen Caslasc und Tremozza[6]
- Eisenzeitnekropole[8][6]
- Zwei Schalensteine im Ortsteil Monti di Paudo (943 m ü. M.)[9]